# Schloss El Pardo

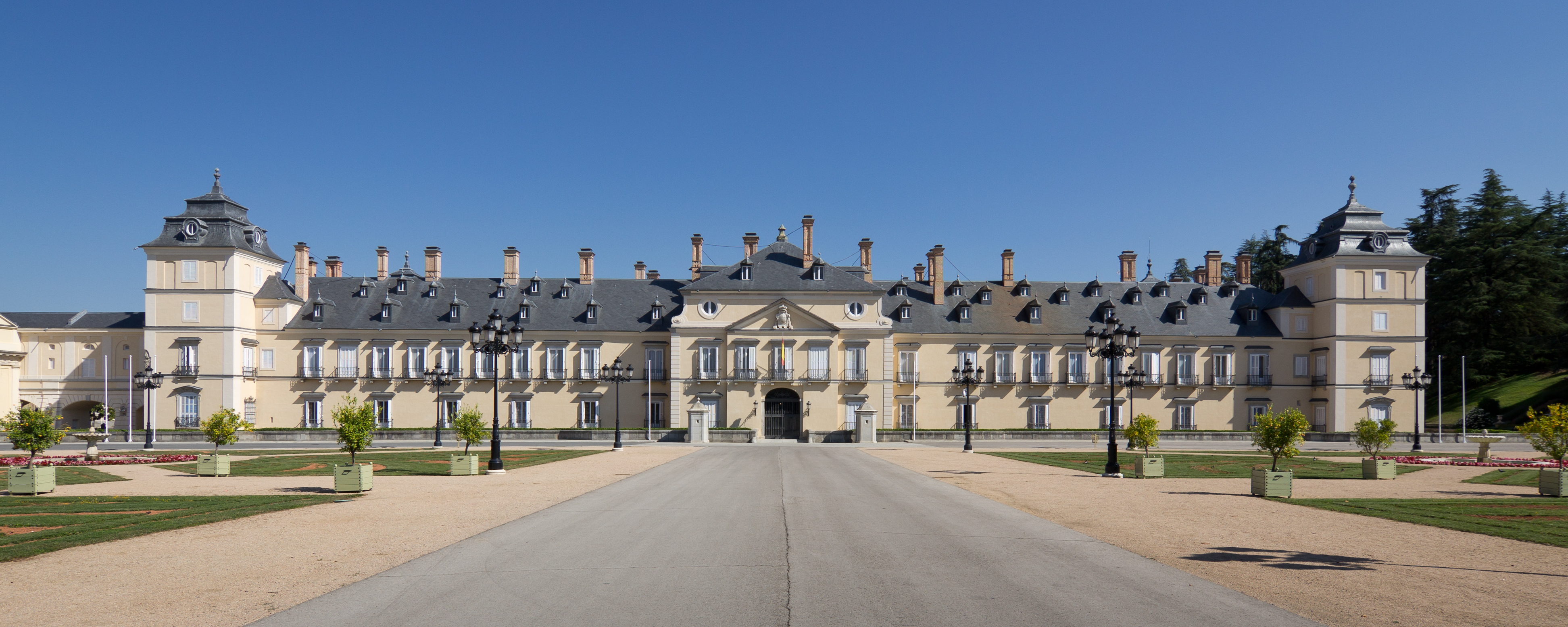
Das Königliche Schloss El Pardo

Das Königliche Schloss El Pardo (spanisch Palacio Real de El Pardo) im Nordwesten von Madrid ist eine ehemalige Sommerresidenz des spanischen Königshauses. Von 1939 bis 1975 diente es als Amtssitz des Diktators Francisco Franco. Seit der Transition dient es als Gästehaus der spanischen Regierung.

## Geschichte

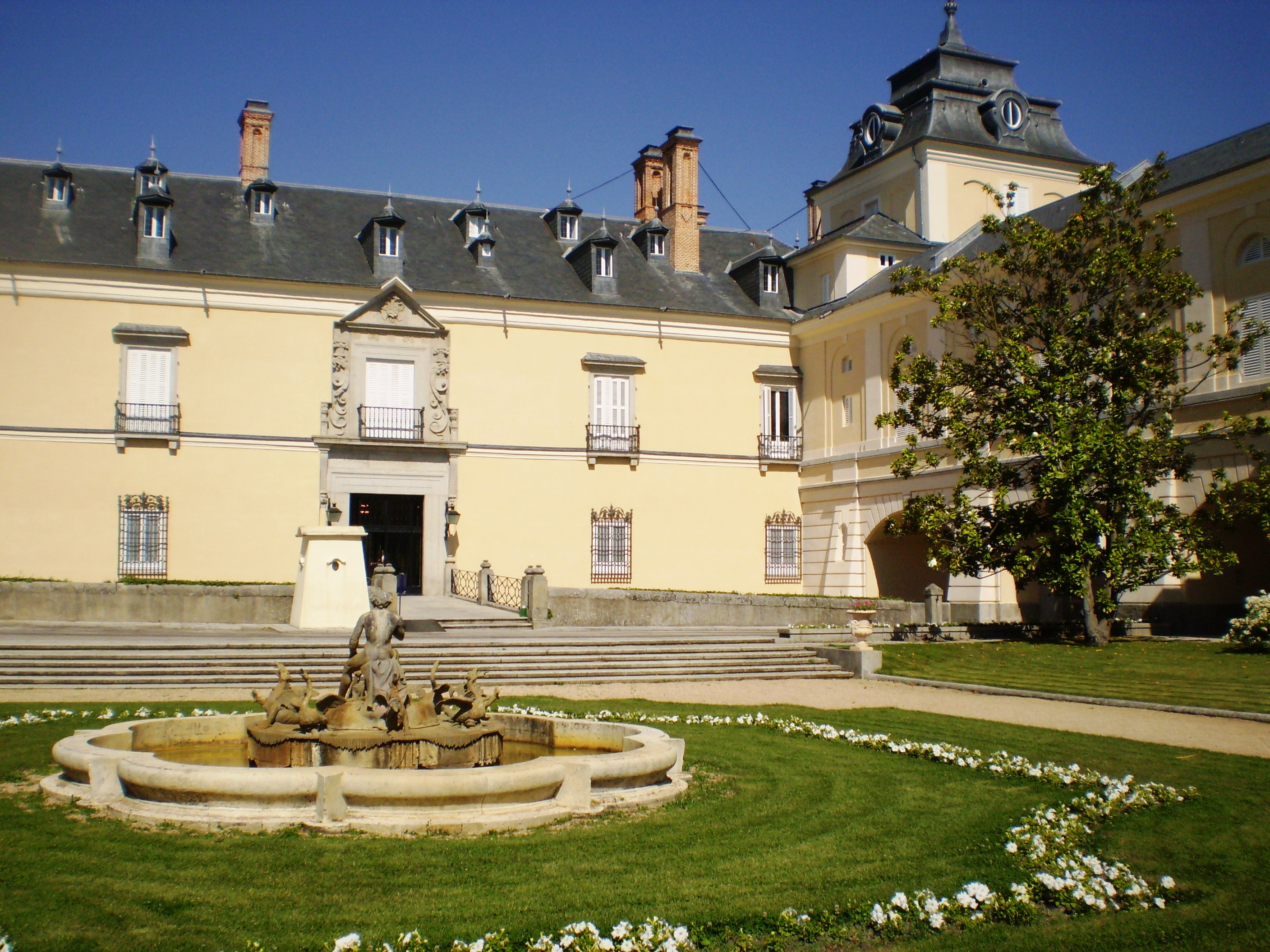
Schlosspark El Pardo

Erbaut wurde Schloss El Pardo unter Kaiser Karl V., der hier in der unmittelbaren Nähe der Hauptstadt ein Jagdschlösschen besaß und dieses erheblich erweitern ließ. Es entstand ein mehrflügeliger Bau von annähernd quadratischem Grundriss, welcher durch einen Brand im 18. Jahrhundert soweit beschädigt wurde, dass unter Philipp V. ein barocker Neubau erwogen wurde, der mehr als das Doppelte an Grundfläche erhielt und sich um mehrere Höfe gruppierte. Die Arbeiten wurden erst unter Karl III. abgeschlossen. Zur 500-Jahr-Feier des Schlosses 1983 wurde der so genannte Bourbonenhof mit einem Glasdach überdeckt, welches es ermöglicht, diesen Innenhof als Festsaal zu nutzen.
Das Schloss war, wie alle Residenzen des Königshauses, überaus kostbar ausgestattet. So ist der Thronsaal mit einem Fresko von Giovanni Battista Tiepolo geschmückt und die Räumlichkeiten beherbergen heute noch eine große Sammlung bedeutender Gemälde und anderer Werke von Goya.
Das Gebäude wurde von Francisco Franco modernisiert und regelmäßig bewohnt, er ließ hier während des Spanischen Bürgerkrieges zudem eine Menge geraubter Kunstschätze zusammentragen und empfing hier Staatsgäste. 1947 folgte Evita Perón einer Einladung nach Spanien und verbrachte einige Tage hier.
Heute dient Schloss El Pardo als Gästehaus der spanischen Regierung. Teile des Gebäudes, der Schlosspark, die Kapelle und das Arbeitszimmer des Caudillos sowie sein Schlafzimmer sind im Rahmen von Führungen zugänglich.